# Valenzana Calcio 2005-2006
Questa voce raccoglie le informazioni riguardanti la Valenzana Calcio nelle competizioni ufficiali della stagione 2005-2006.

## Rosa
| N. |                   | Ruolo | Calciatore           |
| -- | ----------------- | ----- | -------------------- |
|    | Italia (bandiera) | C     | Gianluca Accardi     |
|    | Italia (bandiera) | D     | Patrich Amodio       |
|    | Italia (bandiera) | A     | Roberto Barbieri     |
|    | Italia (bandiera) | D     | Alessio Barone       |
|    | Italia (bandiera) | C     | Fabio Bello          |
|    | Italia (bandiera) | D     | Damiano Cesari       |
|    | Italia (bandiera) | D     | Fabio Cusaro         |
|    | Italia (bandiera) | D     | Luca Della Maggiora  |
|    | Italia (bandiera) | A     | Fausto Ferrari       |
|    | Italia (bandiera) | C     | Alessandro Ferronato |
|    | Italia (bandiera) | A     | Felice Foglia        |
|    | Italia (bandiera) | A     | Marco Fummo          |
|    | Italia (bandiera) | C     | Marco Giuliodori     |

| N. |                     | Ruolo | Calciatore           |
| -- | ------------------- | ----- | -------------------- |
|    | Italia (bandiera)   | C     | Giuseppe Granozi     |
|    | Italia (bandiera)   | P     | Vincenzo Grillo      |
|    | Italia (bandiera)   | D     | Alberto Gruttadauria |
|    | Italia (bandiera)   | C     | Manuel Lunardon      |
|    | Italia (bandiera)   | D     | Gionatha Pazzi       |
|    | Italia (bandiera)   | C     | Luca Pellegrini      |
|    | Svizzera (bandiera) | C     | Giuseppe Perrone     |
|    | Romania (bandiera)  | A     | Sebastian Petrașcu   |
|    | Italia (bandiera)   | C     | Marco Saviozzi       |
|    | Italia (bandiera)   | A     | Matteo Scapini       |
|    | Italia (bandiera)   | D     | Giovanni Serao       |
|    | Italia (bandiera)   | D     | Alessandro Volpi     |